# Lijst van civil parishes in Essex
Dit artikel bevat een lijst van civil parishes in Essex.

## Basildon
Billericay, Great Burstead and South Green, Little Burstead, Noak Bridge, Ramsden Bellhouse, Ramsden Crays.

## Braintree
Alphamstone, Ashen, Bardfield Saling, Belchamp Otten, Belchamp St. Paul, Belchamp Walter, Birdbrook, Black Notley, Borley, Bradwell, Bulmer, Bures Hamlet, Castle Hedingham, Coggeshall, Colne Engaine, Cressing, Earls Colne, Fairstead, Faulkbourne, Feering, Finchingfield, Foxearth, Gestingthorpe, Gosfield, Great Bardfield, Great Henny, Great Maplestead, Great Notley, Great Saling, Great Yeldham, Greenstead Green and Halstead Rural, Halstead, Hatfield Peverel, Helions Bumpstead, Kelvedon, Lamarsh, Liston, Little Henny, Little Maplestead, Little Yeldham, Middleton, Ovington, Panfield, Pebmarsh, Pentlow, Rayne, Ridgewell, Rivenhall, Shalford, Sible Hedingham, Silver End, Stambourne, Steeple Bumpstead, Stisted, Sturmer, Terling, Tilbury Juxta Clare, Toppesfield, Twinstead, Wethersfield, White Colne, White Notley, Wickham St. Paul, Witham.

## Brentwood
Blackmore, Hook End and Wyatts Green, Doddinghurst, Herongate and Ingrave, Ingatestone and Fryerning, Kelvedon Hatch, Mountnessing, Navestock, Stondon Massey, West Horndon.

## Chelmsford
Boreham, Broomfield, Chignall, Danbury, East Hanningfield, Galleywood, Good Easter, Great and Little Leighs, Great Baddow, Great Waltham, Highwood, Little Baddow, Little Waltham, Margaretting, Mashbury, Pleshey, Rettendon, Roxwell, Runwell, Sandon, South Hanningfield, South Woodham Ferrers, Springfield, Stock, West Hanningfield, Woodham Ferrers and Bicknacre, Writtle.

## Colchester
Abberton, Aldham, Birch, Boxted, Chappel, Copford, Dedham, East Donyland, East Mersea, Eight Ash Green, Fingringhoe, Fordham, Great and Little Wigborough, Great Horkesley, Great Tey, Langenhoe, Langham, Layer Breton, Layer Marney, Layer-de-la-Haye, Little Horkesley, Marks Tey, Messing-cum-Inworth, Mount Bures, Myland, Peldon, Salcott, Stanway, Tiptree, Virley, Wakes Colne, West Bergholt, West Mersea, Wivenhoe, Wormingford.

## Epping Forest
Abbess Beauchamp and Berners Roding, Bobbingworth, Buckhurst Hill, Chigwell, Epping, Epping Upland, Fyfield, High Laver, High Ongar, Lambourne, Little Laver, Loughton, Magdalen Laver, Matching, Moreton, Nazeing, North Weald Bassett, Ongar, Roydon, Sheering, Stanford Rivers, Stapleford Abbotts, Stapleford Tawney, Theydon Bois, Theydon Garnon, Theydon Mount, Waltham Abbey, Willingale.

## Maldon
Althorne, Asheldham, Bradwell-on-Sea, Burnham-on-Crouch, Cold Norton, Dengie, Goldhanger, Great Braxted, Great Totham, Hazeleigh, Heybridge, Langford, Latchingdon, Little Braxted, Little Totham, Maldon, Mayland, Mundon, North Fambridge, Purleigh, Southminster, St. Lawrence, Steeple, Stow Maries, Tillingham, Tollesbury, Tolleshunt D'Arcy, Tolleshunt Knights, Tolleshunt Major, Ulting, Wickham Bishops, Woodham Mortimer, Woodham Walter.

## Rochford
Ashingdon, Barling Magna, Canewdon, Foulness, Great Wakering, Hawkwell, Hockley, Hullbridge, Paglesham, Rawreth, Rayleigh, Rochford, Stambridge, Sutton.

## Tendring
Alresford, Ardleigh, Beaumont-cum-Moze, Bradfield, Brightlingsea, Elmstead, Frating, Frinton and Walton, Great Bentley, Great Bromley, Great Oakley, Harwich, Lawford, Little Bentley, Little Bromley, Little Clacton, Little Oakley, Manningtree, Mistley, Ramsey and Parkeston, St. Osyth, Tendring, Thorpe-le-Soken, Thorrington, Weeley, Wix, Wrabness.

## Uttlesford
Arkesden, Ashdon, Aythorpe Roding, Barnston, Berden, Birchanger, Broxted, Chickney, Chrishall, Clavering, Debden, Elmdon, Elsenham, Farnham, Felsted, Great Canfield, Great Chesterford, Great Dunmow, Great Easton, Great Hallingbury, Great Sampford, Hadstock, Hatfield Broad Oak, Hatfield Heath, Hempstead, Henham, High Easter, High Roothing, Langley, Leaden Roding, Lindsell, Little Bardfield, Little Canfield, Little Chesterford, Little Dunmow, Little Easton, Little Hallingbury, Little Sampford, Littlebury, Manuden, Margaret Roding, Newport, Quendon and Rickling, Radwinter, Saffron Walden, Stansted Mountfitchet, Stebbing, Strethall, Takeley, Thaxted, Tilty, Ugley, Wenden Lofts, Wendens Ambo, White Roothing, Wicken Bonhunt, Widdington, Wimbish.